# Helicogermslita aucklandica
Helicogermslita aucklandica är en svampart som först beskrevs av Gottlob Ludwig Rabenhorst, och fick sitt nu gällande namn av L.E. Petrini 2003. Helicogermslita aucklandica ingår i släktet Helicogermslita och familjen kolkärnsvampar.   Inga underarter finns listade i Catalogue of Life.